# Abfall

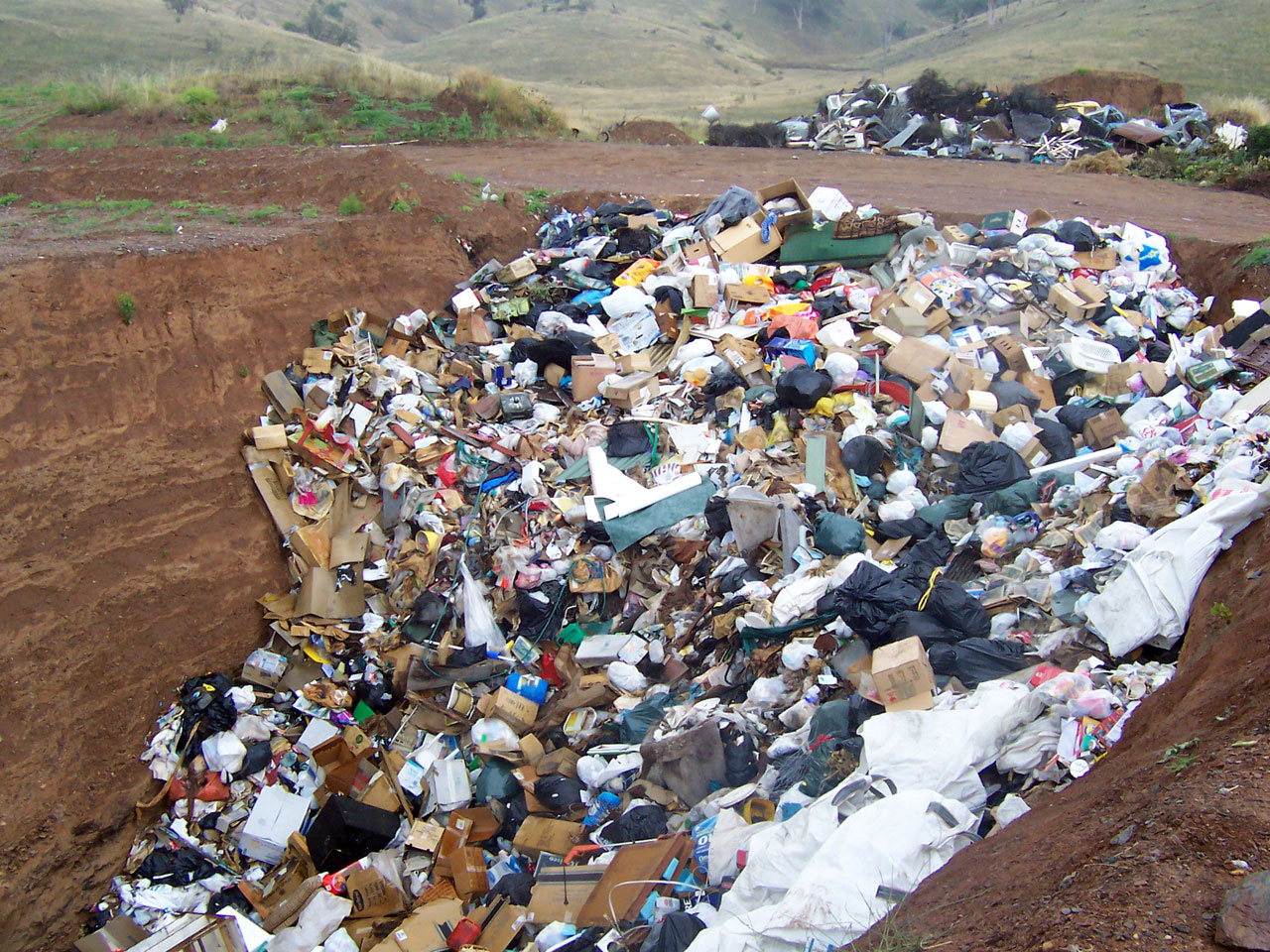
Abfallgrube

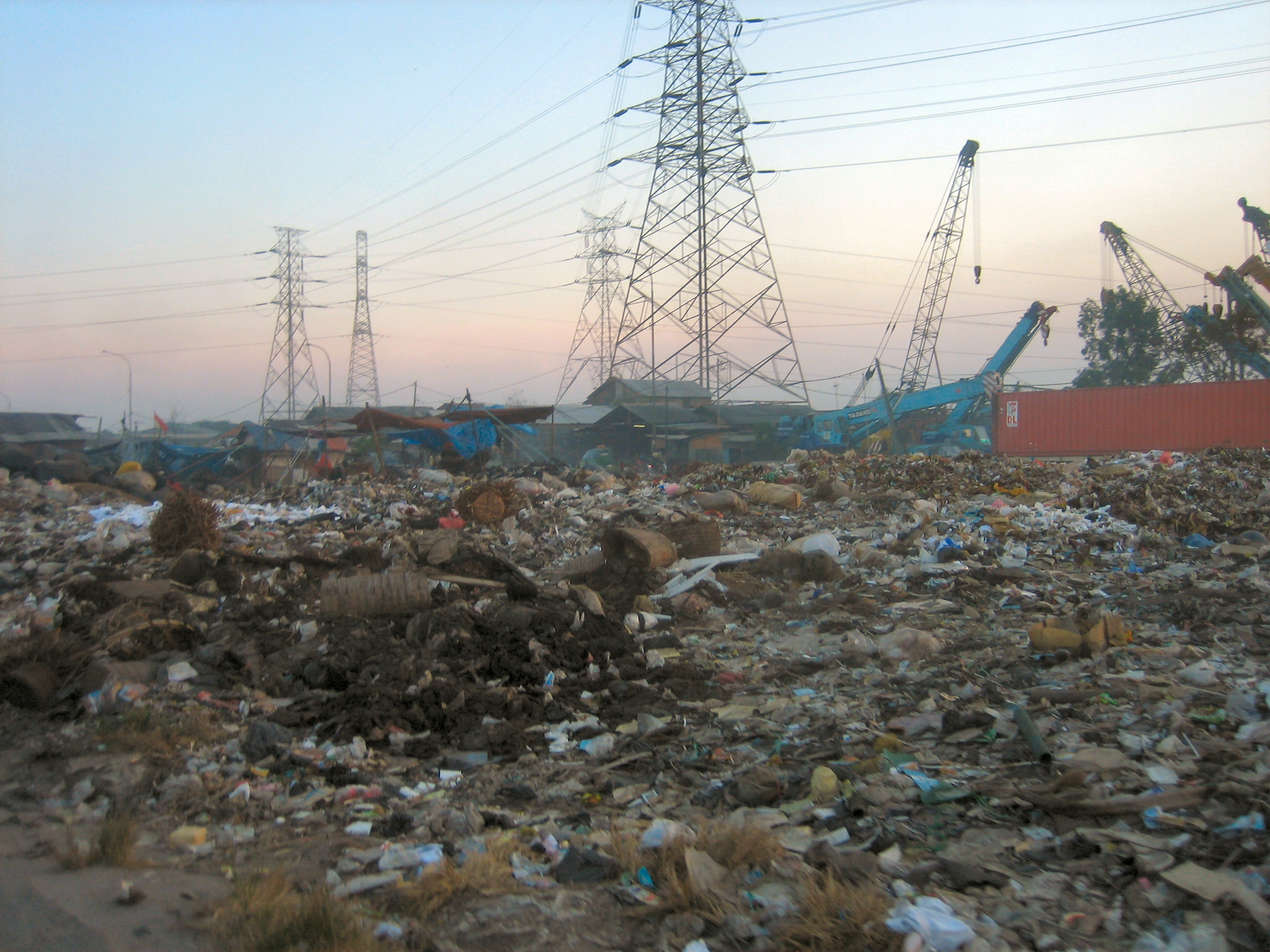
Seit dem Bau von Müllverbrennungsanlagen sind offene Deponien, wie hier in Indonesien, in Europa die Ausnahme

Unter Abfall bzw. Müll (schweizerisch/schwäbisch auch: Kehricht, österreichisch auch: Mist), genannt auch Unrat, versteht man sämtliche vom Menschen genutzte Materialien und Substanzen, welche aus der Sicht desjenigen, der deren Wert für ihn (und andere) beurteilt, keinen unmittelbaren Verwendungszweck mehr erfüllen. Dabei kann es sich um Reste oder fehlerhafte Produktionen in der Industrie handeln sowie um verbrauchte, defekte oder unnütze Endprodukte innerhalb der Gesellschaft.
Es gibt neben den haushältsbezogenen Abfallfraktionen (Restmüll, Biomüll, Altpapier, Leichtverpackungen und Abwasser) auch diverse gesonderte Abfallfraktionen für fast alle Industriezweige (z. B.: Altglas, Altmetall, Altholz, Elektronikschrott etc.). Die Entsorgung bzw. Beseitung von Giftmüll, Industrieabfällen, Abfallstoffen aus der Agrarindustrie (wie Gülle) und Abwasser erfolgt separat vom Restmüll.
Gefährliche Abfälle beinhalten nicht nur bestimmte Baustoffe (z. B. Asbest), sondern auch Lösungsmittel, Säuren, Laugen, chemische und Laborabfälle und zum Teil auch Krankenhausabfälle.
Für die ländereinheitliche Umsetzung des Abfallsrechts ist in Deutschland die Länderarbeitsgemeinschaft Abfall (LAGA) zuständig.
Professionell mit dem Thema Abfall Befasste unterscheiden zwischen „Abfall zur Beseitigung“ und „Abfall zur Verwertung“. Dabei soll Mülltrennung helfen, den Anteil des „Abfalls zur Verwertung“ zu optimieren. Unklar ist, wie viele Bürger einen Sinn in der Verpflichtung zur Mülltrennung nicht erkennen bzw. auf ihre Pflicht zur Mülltrennung mit Reaktanz reagieren.

## Etymologie
Müll für ‘Haushaltsabfall, Unrat’, althochdeutsch mulli ‘Abfall, Kehricht’ (11./12. Jh.), mhd. mulle, mul, mnd. mül ‘Staub’, nd. Mull, Müll ‘lockere Erde’ gehören wie die Kollektivbildung ahd. gimulli ‘Staub, Schutt’ (9. Jh.), mhd. gemülle, gemül ‘das durch Zerreiben, Zermalmen Entstandene, Staub, Kehricht’ und die Verben ahd. mullen (8./9. Jh.), mhd. müllen, müln ‘zerstoßen, zermalmen’, anord. mylja ‘zerreiben, vermahlen’ als schwundstufige Formen zu mahlen angeführten Wurzel ie. *mel(ə)- ‘zermalmen, schlagen, mahlen’. Erst im 18. Jh. wird das bis dahin nur im Norddeutschen übliche Müll in die hochdeutsche Schriftsprache aufgenommen. Moderne Bildungen dazu sind Mülleimer (19. Jh.), Müllabfuhr, Müllschlucker (20. Jh.).
Kehricht, abstammend vom Verb kehren für ‘fegen’ wurde nur im westgerm. bezeugte Verb belegt, ahd. kerien, kerren (8. Jh.), mhd. kern, mnd. mnl. kēren, nl. keren und setzt germ. *karjan voraus. Das zugehörige Grundwort dürfte in ahd. ubarkara ‘Unreinigkeit, Unflat’ (10./11. Jh.), isl. kar ‘Schmutz’ erhalten sein. Kehricht bezeichnet das, ‘was zusammengefegt ist, Müll’ (15. Jh.) mit unorganisch angefügtem -t (wie bei Obst) neben entwicklungsgeschichtlich älterem kerach (15. Jh.), kehrich (16. Jh.).

## Abfallarten

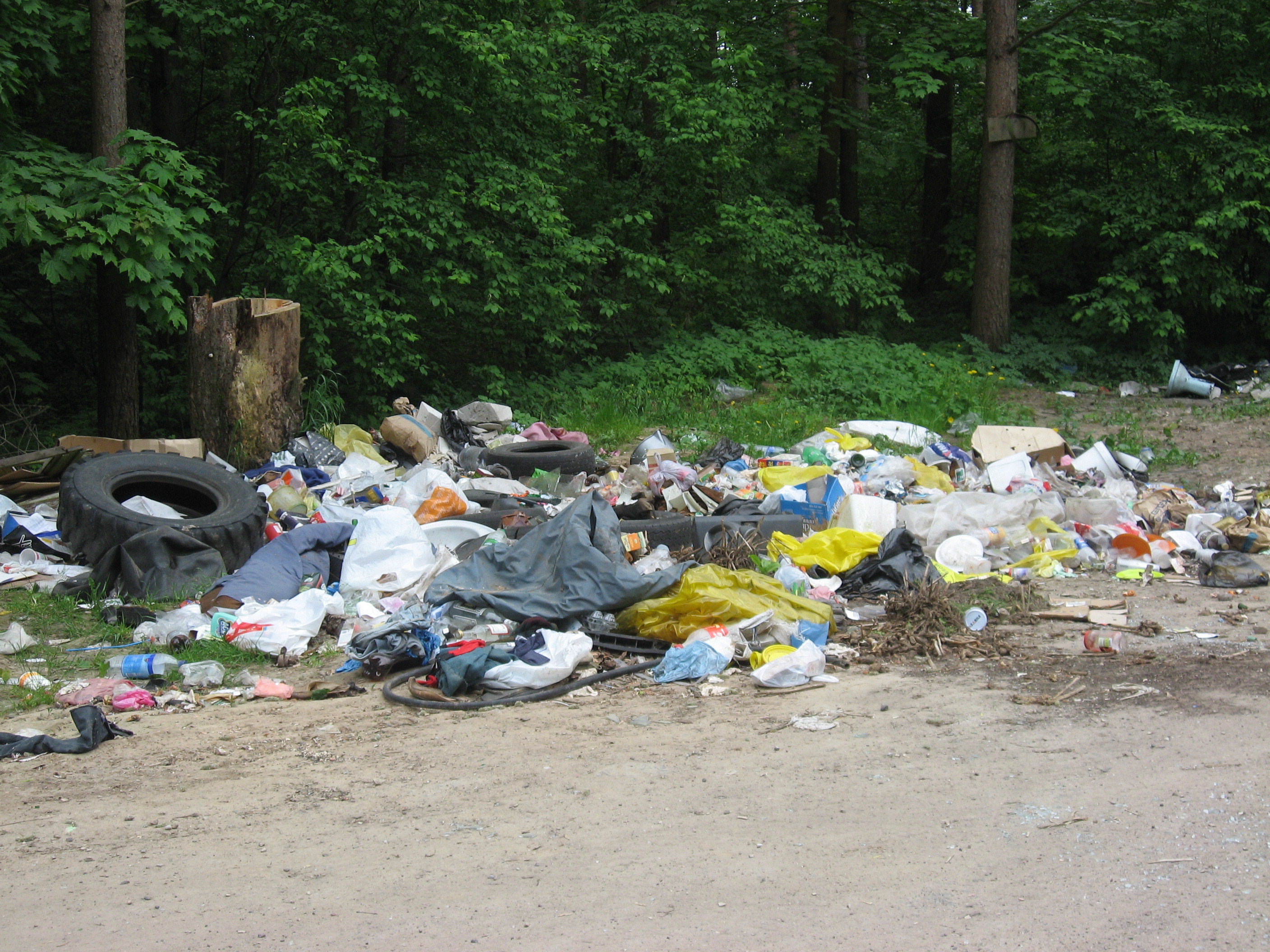
Wilde Müllkippe am Waldrand

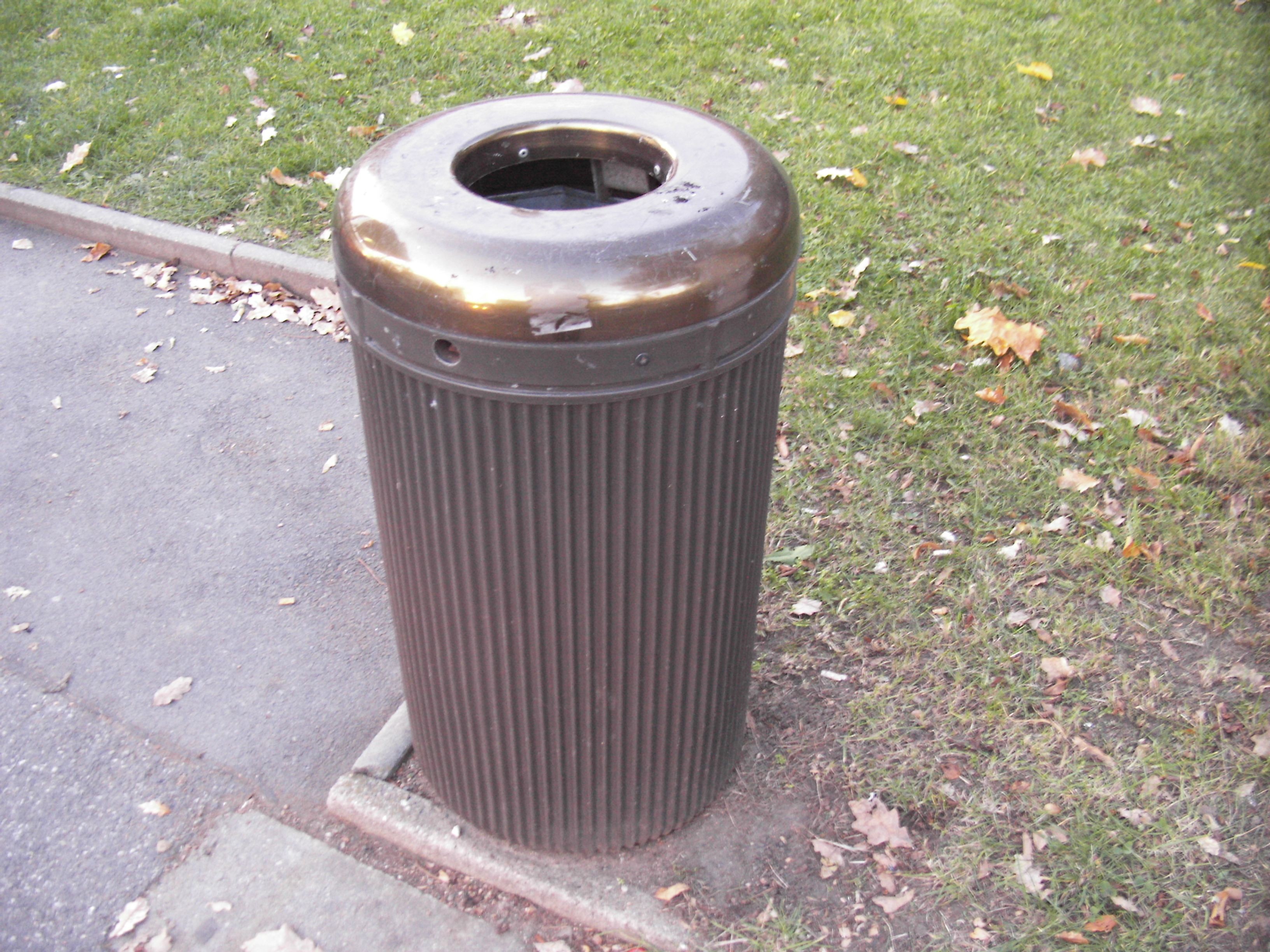
Abfallbehälter, wie er zum Beispiel an Haltestellen genutzt wird

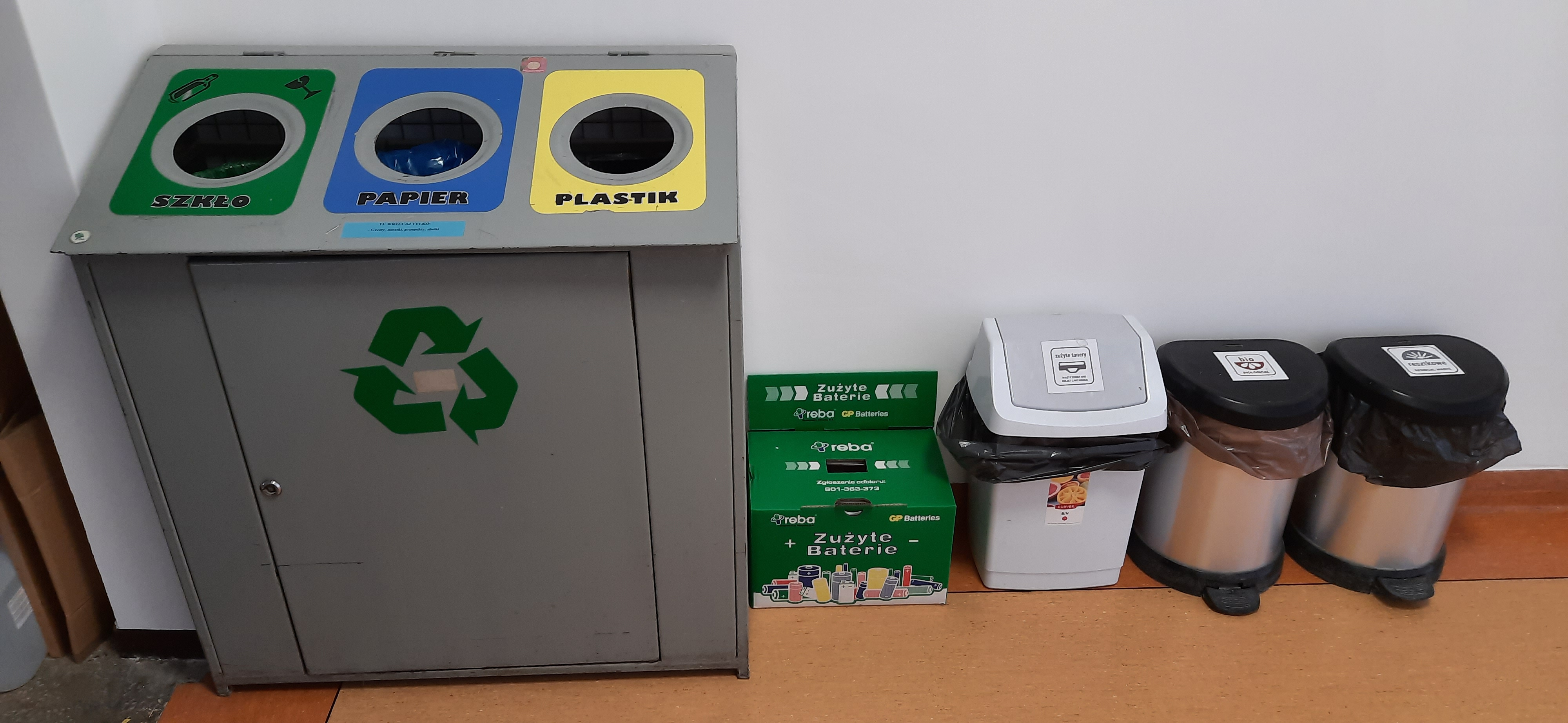
Recyclingstelle an der Technischen Universität Danzig

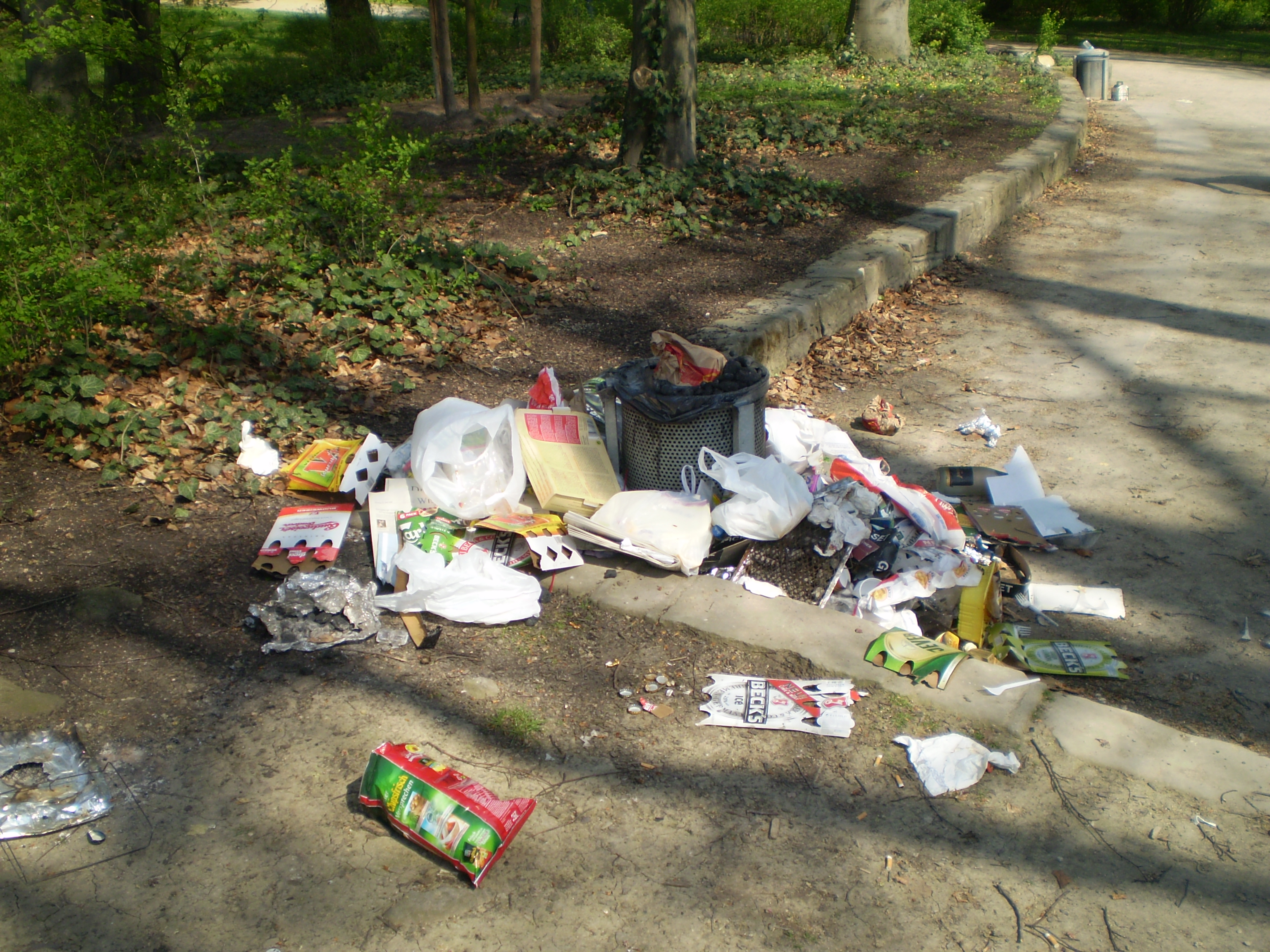
Überfüllter Müllkorb

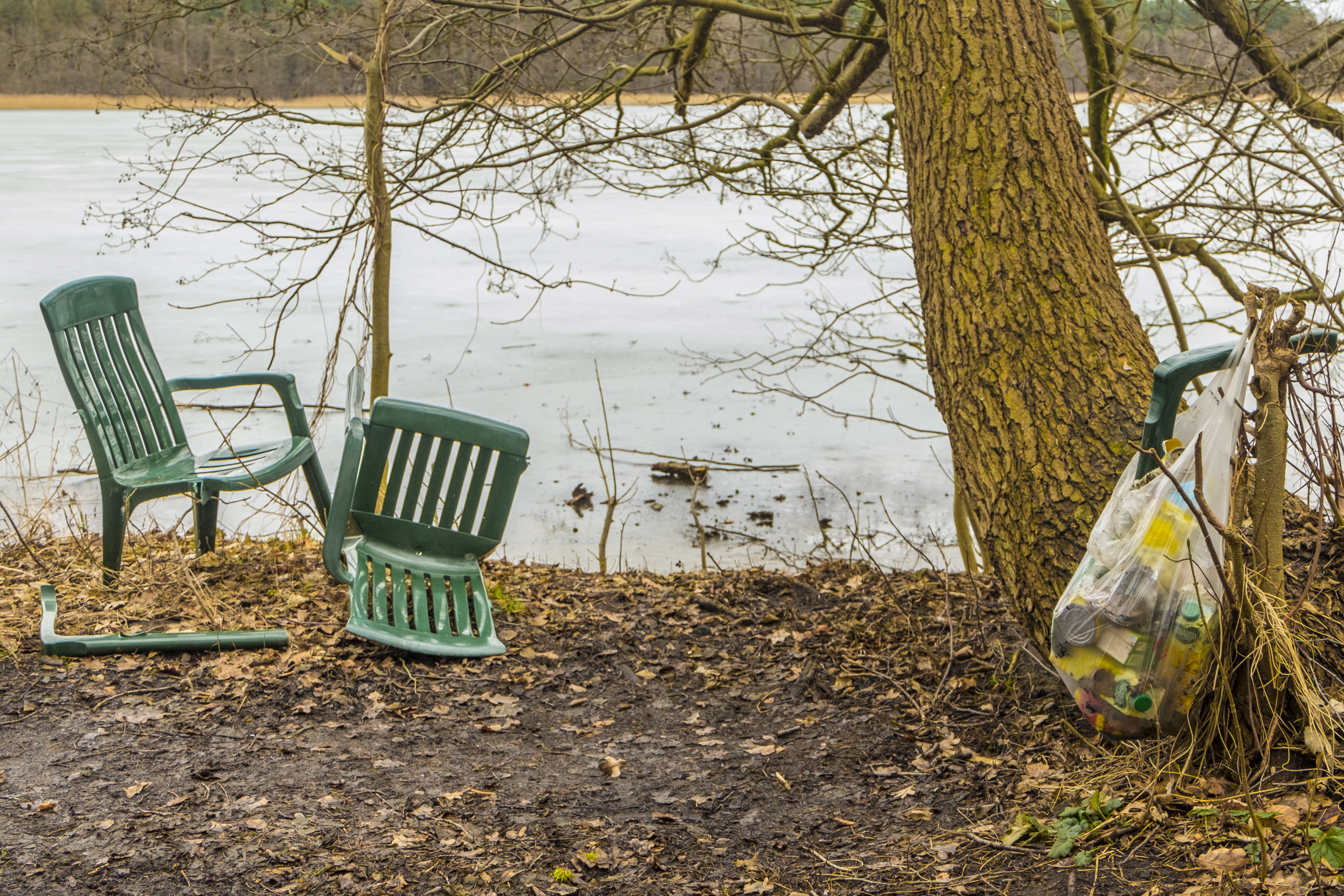
Hinterlassener Müll in der Natur

### Sprachgebräuche
Neben den mineralischen Abfällen fallen Abfälle in Privathaushalten (Hausmüll) und in der Industrie (Industrieabfall) an.
Beispiele für Abfall von Privathaushalten (Hausmüll) sind:
- Restmüll
- Bioabfall wie Nahrungs- und Küchenabfälle
- Altglas
- Altpapier
- Verpackungen (Grüner Punkt)
- Elektronikschrott
- Sondermüll
- Sperrmüll
- Metall-Sperrmüll in einigen Gemeinden
- Gartenabfall wie Grünschnitt, Wurzelwerk, Stämme und Stubben
- Textilien (Altkleidersammlung)
- Schadstoffe aus Haushalten

Weiter Abfallarten, die zumeist in Abfallcontainern entsorgt werden müssen:
- Bau- und Abbruchabfälle
  - Bauschutt, Baumischabfälle, Betonbruch, Estrich, Gips, Rigips, Gasbeton, Steine
- Gartenabfälle
  - Gartenabfälle und Grünschnitt
  - Wurzelwerk, Stämme und Stubben
  - Erdaushub (Boden und Steine)
- Holz
  - unbehandelt und behandelt
  - schadstoffbelastet
- Beispiele für Schadstoffhaltige/gefährliche Abfälle
  - Sondermüll
  - asbesthaltige Baustoffe
  - teer- und bitumenhaltige Dachpappe
  - kontaminierter Erdaushub

Beispiele für industrielle Abfälle:
- hausmüllähnlicher Gewerbeabfall
- radioaktiver Abfall (unterliegt nicht dem Abfallrecht)
- Produktionsabfall
- Schlachtabfall
- Sondermüll
- Metallabfälle

Klassifizierung von Abfällen im Krankenhaus:
- A-Abfall: hausmüllähnlicher Gewerbeabfall, Wertstoffe
- B-Abfall: krankenhausspezifischer Abfall (mit Sekreten oder Exkreten kontaminierter Abfall)
- C-Abfall: Abfall mit Infektionsgefahren von meldepflichtigen Krankheiten
- D-Abfall: Überwachungsbedürftige Abfälle (Chemikalien)
- E-Abfall: Ethischer Abfall (Körperteile, Gewebereste, Placenten)

Dieser in Krankenhäusern nach wie vor gängige Sprachgebrauch ist kritisch zu betrachten, da es sich dabei um eine bereits seit 2002 veraltete Klassifizierung (alte LAGA-Gruppen) handelt, die der erforderlichen Trennung der inzwischen sehr viel differenzierteren Abfallfraktionen nicht gerecht wird. Letztere umfassen im Krankenhausumfeld nunmehr (neben hausmüllähnlichen Abfällen) allein 16 Kategorien, die spezifisch dem medizinischen Bereich zuzuordnen sind. Jede dieser Abfallarten verfügt über einen eigenen Abfallschlüssel (siehe folgender Abschnitt) und unterliegt spezifischen Anforderungen an Sammlung, Lagerung und Entsorgung. Ein zentraler Unterschied zu den alten LAGA-Gruppen liegt bei der neuen Klassifikation nach Abfallverzeichnis-Verordnung (AVV) in der klaren Unterscheidung zwischen gefährlichen und nicht gefährlichen Abfällen. Die Deklaration und Handhabung medizinischer Abfälle ist in der Mitteilung 18 der Bund/Länder-Arbeitsgemeinschaft Abfall (LAGA) dargelegt.

### Klassifizierung und Deklaration im Abfallrecht
International gibt es Abfallkataloge wie die Abfalllisten der OECD oder des Basler Übereinkommens. Das Basler Übereinkommen regelt die „Kontrolle der grenzüberschreitenden Verbringung gefährlicher Abfälle und ihrer Entsorgung“, wozu Regeln zur Kategorisierung erfasster Abfallarten und zu ihrer Bezeichnung in den darin geschaffenen Überwachungs- und Dokumentationsverfahren erforderlich sind. Bislang haben sich an die 160 Staaten, jedoch nicht die USA auf diese Richtlinien verpflichtet.
Für die Europäische Union gelten die Unterscheidungen und Bezeichnungen des Europäischen Abfallartenkatalogs (EAK); dieses mehr als 800 Positionen beinhaltende Abfallverzeichnis mit dem jeder Abfallart zugewiesenen sechsstelligem Abfallschlüssel, der um ein Sternchen* ergänzt auch die Eigenschaft als gefährlicher Abfall kennzeichnet, war bis 1. Januar 2002 durch die Mitgliedsstaaten umzusetzen, In Deutschland geschah das durch die Abfallverzeichnis-Verordnung (AVV). Der Begriff Müll erscheint hier erst im Kapitel 20 (Siedlungsabfälle) als insgesamt vorletzte Abfallart Nr. 20 03 07 (Sperrmüll) und Kehricht als Straßenkehricht (Abfallschlüssel 20 03 03); bei asbesthaltigen Abfällen wird differenziert etwa zwischen Dämmstoffen mit Asbest (17 06 01*), asbesthaltigen Baustoffen (17 06 05*), Bremsbelägen (16 01 11*) oder gebrauchten elektrischen Geräten, die freies Asbest enthalten (16 01 12*).
Im Bemühen, mit Abfall sachgemäß umzugehen, haben sich Branchen, Gewerbezweige und Fachgebiete entwickelt, die man unter dem Begriff Abfallwirtschaft zusammenfasst, siehe auch Recycling.

## Abfallaufkommen

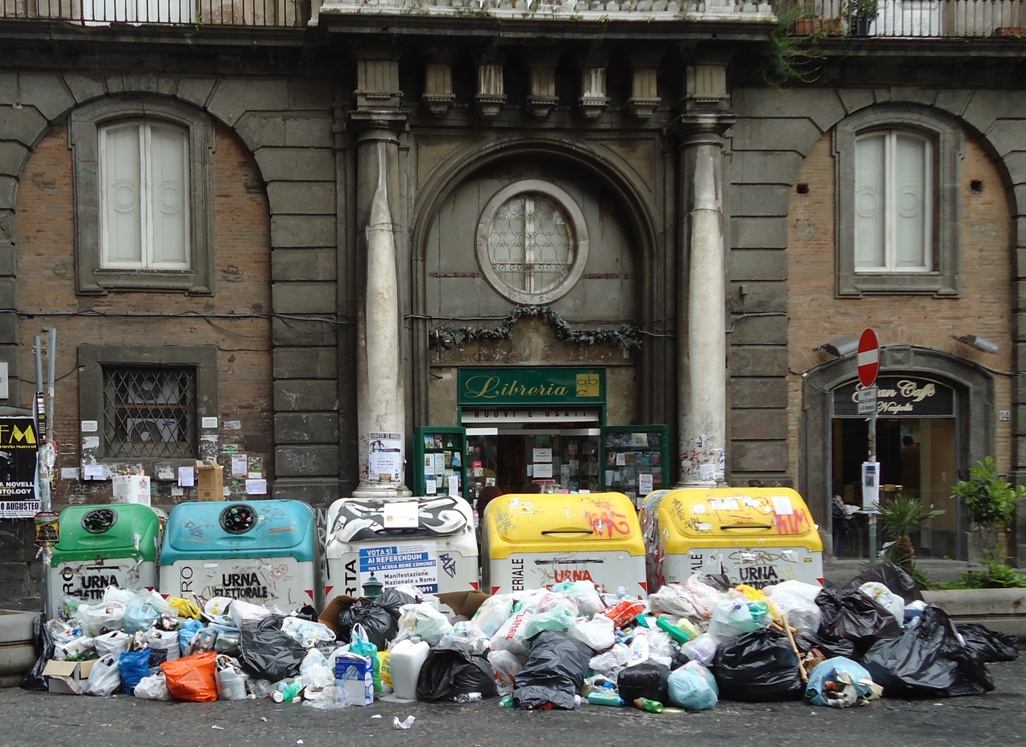
Überfüllte Müllcontainer

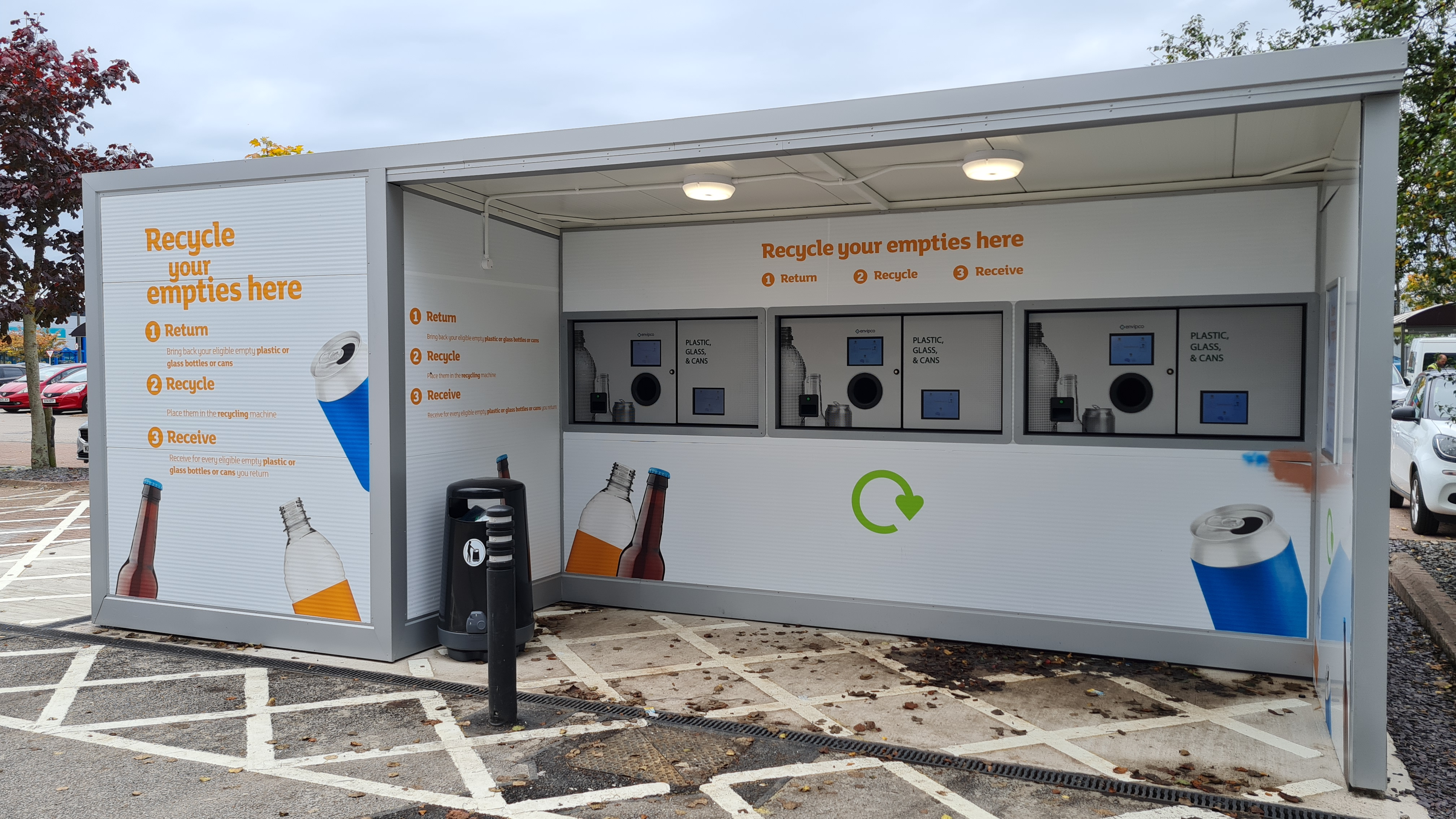
Eine britische Supermarktkette bietet den Kunden Bonuspunkte für die Rückgabe von pfandfreien Verpackungen.

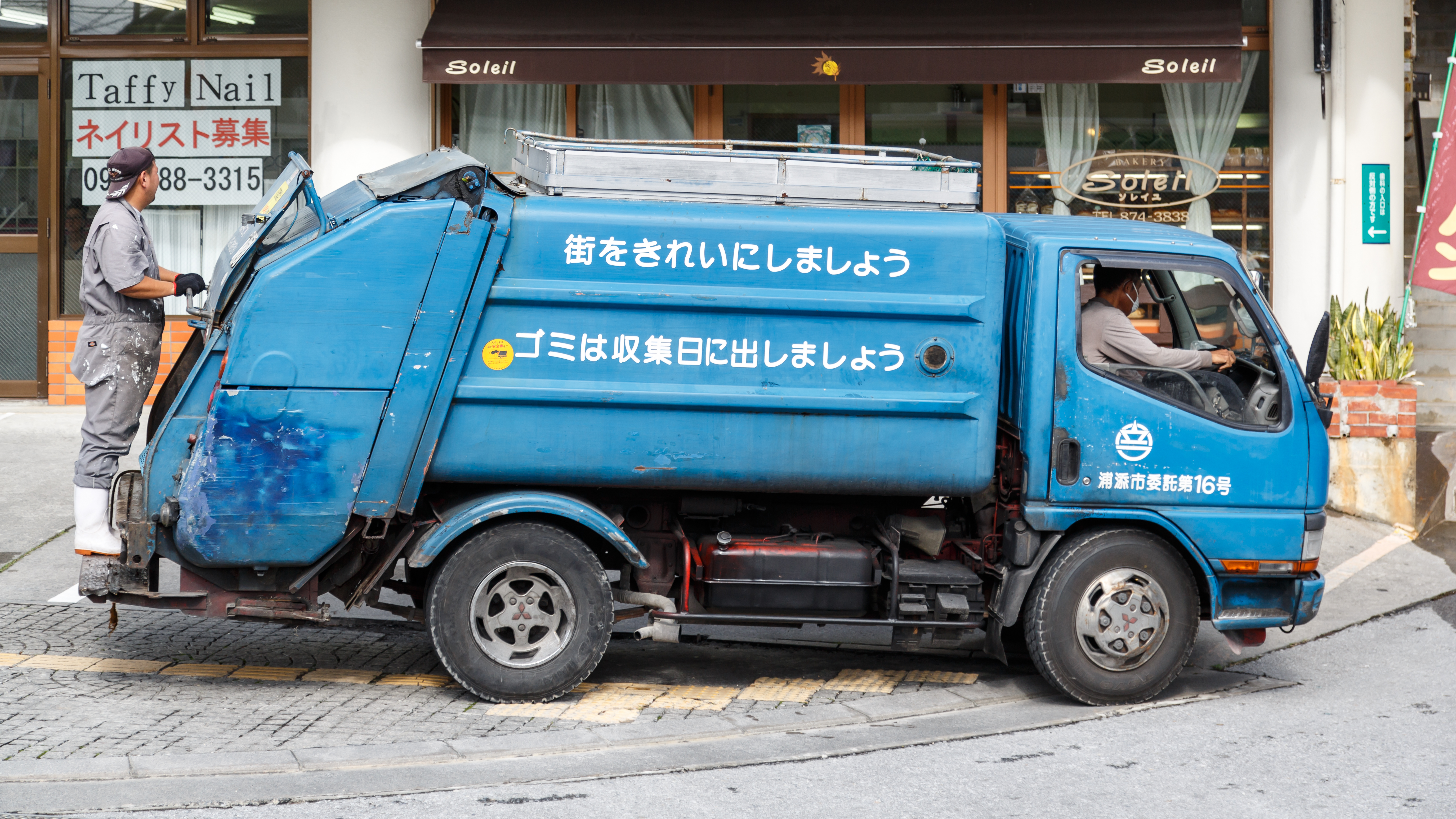
Hausmüllabholung in Japan. Das kleine Fahrzeug kommt in deutlich engeren Gassen besser zurecht als ein nordeuropäischer Müllwagen.

Die globalen Daten unterscheiden sich in den verschiedenen Statistiken erheblich. Nach dem Bericht der Weltbank in 2018 lag das jährliche Abfallaufkommen bei 270 kg pro Person. Dabei variiert das nationale Aufkommen zwischen 40 kg und 1650 kg pro Person.

### Abfallaufkommen in Europa
Das jährliche Abfallaufkommen in kg pro Person:
| Land           | 1995 | 2000 | 2005 | 2012 | 2018  | 2019  | 2020  |
| -------------- | ---- | ---- | ---- | ---- | ----- | ----- | ----- |
| EU-27          | 467  | 513  | 506  | 488  | 492   | 501   | 505   |
| Deutschland    | 623  | 642  | 565  | 619  | 615   | 609   | 632   |
| Dänemark       | 521  | 664  | 736  | 806  | 814   | 844   | 845   |
| Schweiz        | 600  | 656  | 661  | 694  | 703   | k. A. | 716   |
| Island         | 426  | 462  | 516  | 511  | k. A. | k. A. | k. A. |
| Zypern         | 595  | 628  | 688  | 657  | k. A. | 648   | 609   |
| Österreich     | 437  | 580  | 575  | 579  | 579   | 588   | k. A. |
| Niederlande    | 539  | 598  | 599  | 549  | 511   | 508   | 535   |
| Frankreich     | 475  | 514  | 529  | 527  | 527   | 556   | 537   |
| Griechenland   | 303  | 412  | 442  | 495  | k. A. | 524   | k. A. |
| Italien        | 454  | 509  | 546  | 504  | 499   | 503   | k. A. |
| Großbritannien | 498  | 577  | 581  | 477  | 463   | k. A. | k. A. |
| Spanien        | 505  | 653  | 588  | 468  | 475   | 472   | 455   |
| Polen          | 285  | 320  | 319  | 317  | 329   | 336   | 346   |
| Rumänien       | 342  | 355  | 383  | 251  | 272   | 282   | k. A. |
| Estland        | 371  | 453  | 433  | 280  | 405   | 369   | k. A. |

### Außereuropäisches Abfallaufkommen
| Land       | 2022            | 2022      | 2022        | 2022    |
| Land       | Siedlungsabfall | Recycling | Verbrennung | Deponie |
| ---------- | --------------- | --------- | ----------- | ------- |
| USA        | 811             | 190       | 95          | 402     |
| Kanada     | 706             | 183       | 34          | 643     |
| Israel     | 680             | 43        | 10          | 481     |
| Australien | 559             | 150       | 152         | 288     |
| Chile      | 437             | 2         | 1           | 417     |
| Türkei     | 424             | 47        | 0           | 347     |
| Südkorea   | 400             | 243       | 88          | 46      |
| Mexiko     | 359             | 13        | 0           | 219     |
| Japan      | 336             | 66        | 268         | 3       |
| Kolumbien  | 243             | 39        | 0           | 214     |

### Abfallaufkommen in Deutschland
In Deutschland fielen 2016 etwa 411,5 Millionen Tonnen Müll an. Das waren 9,3 Millionen Tonnen mehr als 2015.  Bau- und Abbruchabfälle machen mehr als die Hälfte der gesamten Abfall-Menge aus, z. B. in Form von Erdaushub 125 Mio. to (Boden und Steine), Bauschutt 58 Mio. to und Straßenaufbruch 16 Mio. to. Siedlungsabfälle, einschließlich Haushalts- und Verpackungsabfälle, machten 2016 rund 52 Millionen Tonnen aus. Darin eingeschlossen sind Abfälle aus Gewerbe und Industrie.
Nur auf die Haushaltsabfälle bezogen ist das Abfallaufkommen im Jahr 2013 in Deutschland um 3 kg pro Einwohner gesunken. Insgesamt belief sich die Menge hier auf 453 kg pro Einwohner. Den größten Anteil der gesammelten Haushaltsabfälle machten dabei Restmüll und Sperrmüll aus (rund 41 %). Jedoch ist beim Restmüll wie schon im Jahr 2012 ein rückläufiger Trend zu beobachten gewesen. Ungefähr 32 % des Abfallaufkommens fiel 2013 auf die Wertstoffe zurück, wovon die größte Menge (5,8 Mio. Tonnen) vom Altpapier stammte. Das Gesamtaufkommen an Haushaltsabfällen betrug damit 2013 etwa 36,6 Mio. Tonnen, wobei  entsorgte Elektronikaltgeräte nicht mit in die Rechnung einbezogen worden sind.
Die Pro-Kopf-Erzeugung von Verpackungsmüll in Deutschland im Jahr 2020 lag bei etwa 220 kg pro Jahr und sank damit leicht von 227,4 kg Im Jahr 2018.

#### Verwertung
Mehr als 80 Prozent des gesamten Abfalls wurden nach Angaben des Bundesamts 2016 „stofflich oder energetisch verwertet“ – also recycelt oder zur Energiegewinnung verbrannt. 287,6 Millionen Tonnen Abfall wurden 2016 recycelt. Rund 44,4 Millionen Tonnen Abfall wurden energetisch verwertet, also verbrannt, einschließlich bis zu 70 % des Plastiks. Immerhin noch fast 17 Prozent des Abfalls wurden auf Deponien entsorgt.

#### Müllexporte ins Ausland
Mehr als 15 Prozent des privaten und gewerblichen Plastikmülls – mehrere hunderttausend Tonnen Müll – werden aus Deutschland exportiert.
Bis 2018 ging ein Teil des exportierten Plastikmülls nach China, ehe dieser Staat im März dieses Jahres Beschränkungen für den Import des Mülls erlassen hat.
Am 29. August 2019 berichtete die Fernsehsendung Monitor, dass ein erheblicher Teil dieses Müllaufkommens nach Polen exportiert wird.
Laut einem Bericht von Greenpeace aus dem Jahr 2020 fanden sich auf mehreren illegalen Mülldeponien in Malaysia Plastikmüll aus Staaten der westlichen Welt, darunter auch aus Deutschland.
Laut Statistischem Bundesamt ging 2021 der Plastikmüllexport mit 766.000 t um 25 % gegenüber 2020 zurück. Die größten Abnehmerländer waren die Niederlande (zur Weiterverschiffung über Rotterdam), die Türkei und Polen.

## Rechtliche Einstufung
Die neuere europäische Gesetzgebung (Richtlinie 2008/98/EG) hat die Zielhierarchie der Abfallwirtschaft neu definiert. Die Abfallhierarchie soll demnach wie folgt aussehen:
- Abfallvermeidung,
- Vorbereitung zur Wiederverwendung,
- Recycling,
- sonstige Verwertung, z. B. energetische Verwertung,
- Abfallbeseitigung.

Der frühere allgemeine Grundsatz war: Vermeidung vor Verwertung vor Beseitigung. Insgesamt hat aber die umweltverträglichere Möglichkeit Vorrang.
Die rechtliche Einstufung des Abfalls ist insbesondere im Hinblick auf die weiteren Verwendungsmöglichkeiten und Sicherheits- und Transportvorschriften wichtig. Abfall wird in Deutschland durch das Kreislaufwirtschaftsgesetz (KrWG) definiert. In diesem Gesetz und den zugehörigen Verordnungen stehen detaillierte Vorschriften zur Vermeidung, Verwertung und Ablagerung von Abfall.
Abfall im Sinne des deutschen Abfallrechts sind „alle Stoffe oder Gegenstände, derer sich ihr Besitzer entledigt, entledigen will oder entledigen muss“ (§ 3 Kreislaufwirtschaftsgesetz).
Die Frage der Beweglichkeit ist in der Praxis von großer Bedeutung. So wird kontaminierter Boden nur dann zu Abfall, wenn er beweglich gemacht wurde. Aufgrund dieser Rechtslage werden z. B. auf dem Bau bestimmte Arbeitsweisen vor anderen verwendet, damit kontaminierter Boden – rein rechtlich betrachtet – nicht zu Abfall wird:
- Herstellung von Rammpfählen anstatt Bohrpfählen (das Bohrgut wäre sonst Abfall gem. KrWG.)
- Erdtransport mit Planierraupen anstatt mit Bagger und LKW (das Verschieben von Boden verleiht dem Boden nicht die erforderliche Beweglichkeit, die für die Einstufung als Abfall gem. KrWG notwendig ist)
- Anstatt PAK-haltige/teerhaltige Schichten zu entfernen, werden diese lediglich überbaut (Hocheinbau).

Gemäß deutschem Recht kann jedoch kontaminierter Boden, welcher nicht unter den Abfallbegriff fällt, unter das Bodenschutzrecht fallen. Dann wird z. B. von der zuständigen Behörde eine Bodensanierung angeordnet.
Eine tatsächliche Entledigung liegt vor, wenn der Abfall wirklich verwertet oder beseitigt wird, oder wenn jegliche Sachherrschaft über eine Sache aufgegeben wird. Ein Entledigungswille wird gesetzlich unterstellt, wenn der ursprüngliche Zweck einer Sache aufgegeben wird, und kein unmittelbar neuer Zweck vorhanden ist. Unmittelbar bedeutet hier „ohne weitere Veränderung“ der Sache. Ferner gibt es diesen Entledigungswillen bei Herstellungsprozessen, wenn ein Stoff nicht zielgerichtet anfällt. Typisches Beispiel sind die Sägespäne beim Schreiner. Eine Zwangsentledigung liegt vor, wenn der ursprüngliche Zweck einer Sache aufgegeben wurde und ein Gefährdungspotential vorhanden ist.
Der Begriff „Abfall“ ist vom Begriff „Produkt“ abzugrenzen. Produkte sind in der Regel frei handelbar und unterliegen nicht den Regelungen des Abfallrechts, das bestimmte Bedingungen für den Transport etc. vorsieht. Eine Sache besitzt gemäß der Verkehrsanschauung die Produkteigenschaft, wenn sie zielgerichtet hergestellt wurde, einen positiven Marktwert besitzt und Qualitätsstandards erfüllt. Ein Beispiel für die schwierige Abgrenzung ist in Pellets gepresster, (brikettierter) und vorsortierter Restmüll zur Verbrennung. Auf den ersten Blick mag er die Voraussetzungen eines Produktes erfüllen. Jedoch ist nach aktueller Rechtsprechung der Punkt „zielgerichtete Herstellung“ nicht erfüllt, da er sicherlich nicht eigens hergestellt würde, wenn es keinen Restmüll gäbe.
Eine weitere wichtige Unterscheidung ist der Unterschied von „Abfall zur Verwertung“ und „Abfall zur Beseitigung“. Bei der Verwertung steht die Nutzbarmachung des stofflichen oder energetischen Potentials im Vordergrund, bei der Beseitigung ist die Vernichtung der Schadstoffe oder die risikolose Deponierung maßgebend. Eine Verwertung muss ordnungsgemäß und schadlos erfolgen. Werden die in den Anhängen zum Krw/AbfG und dessen Verordnungen genannten Grenzwerte nicht eingehalten, unterliegt der jeweilige Abfall strengeren Vorschriften hinsichtlich Transport und Entsorgungsmöglichkeiten.

## Abfallbehandlung und -entsorgung
Die Abfallbehandlung kann in der stofflichen oder energetischen Verwertung (Abfallentsorgung, z. B. Aufbereitung, Sortierung in der Müllsortieranlage usw.) von Abfällen bestehen. Das heißt, Abfallbehandlungsanlagen sind z. B. Kompostierungsanlagen oder Vergärungsanlagen (Biogasanlagen, Pyrolyse oder Trockenvergärung) für Bioabfall und Schrottplätze (Vorsortierung von Stahl bzw. Eisen und anderen Metallen), Müllverbrennungsanlagen (MVA) oder Mechanisch-biologische Abfallbehandlungsanlagen (MBA).
Deponien dienen in der Regel der zeitlich unbegrenzten Lagerung von Abfällen. Sie werden nach Art des Abfalls, der deponiert werden darf, in Deponieklassen eingeteilt.

## Probleme
Zu den größten Problemen gehören:

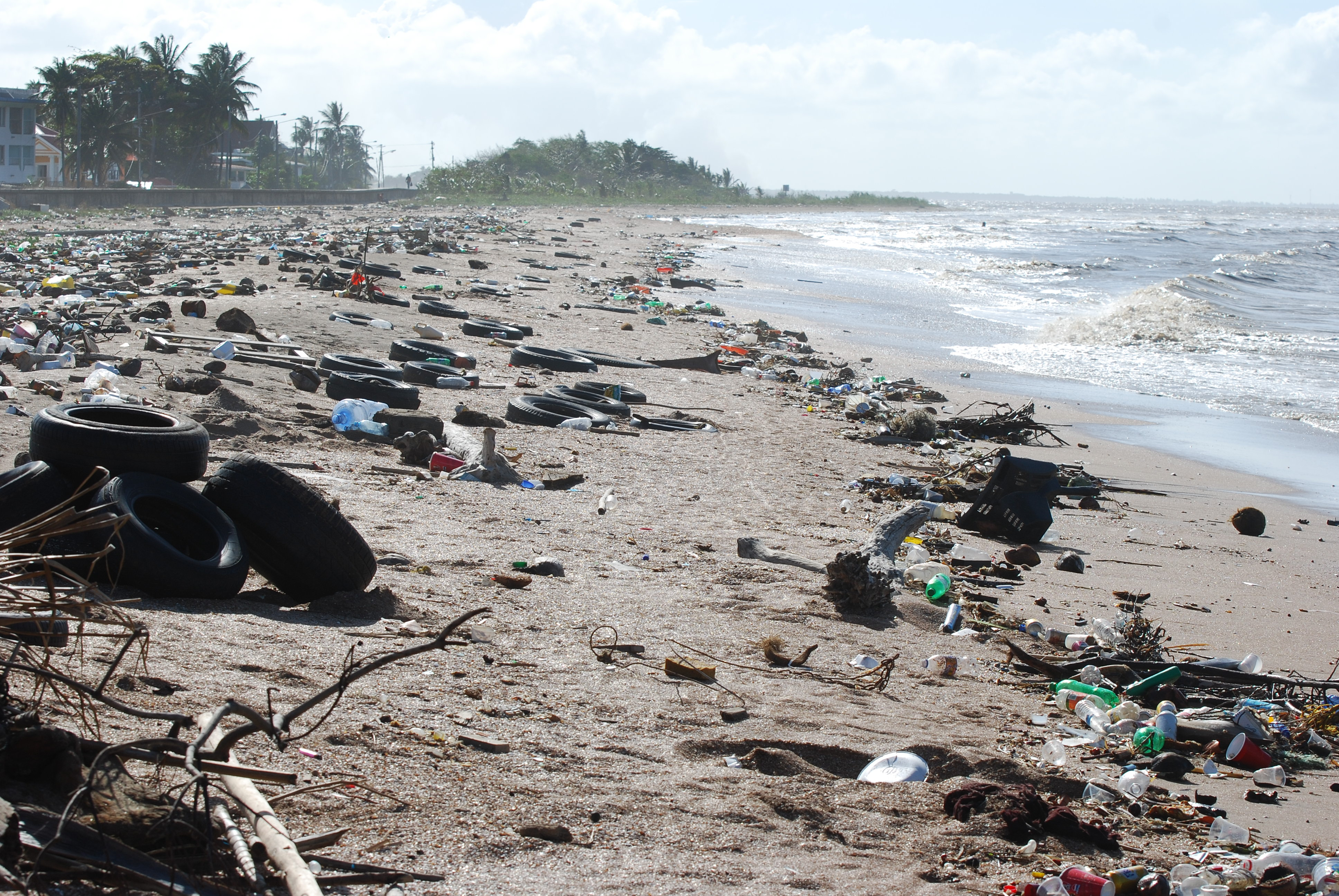
Durch Treibgut vermüllter Strand in Guyana

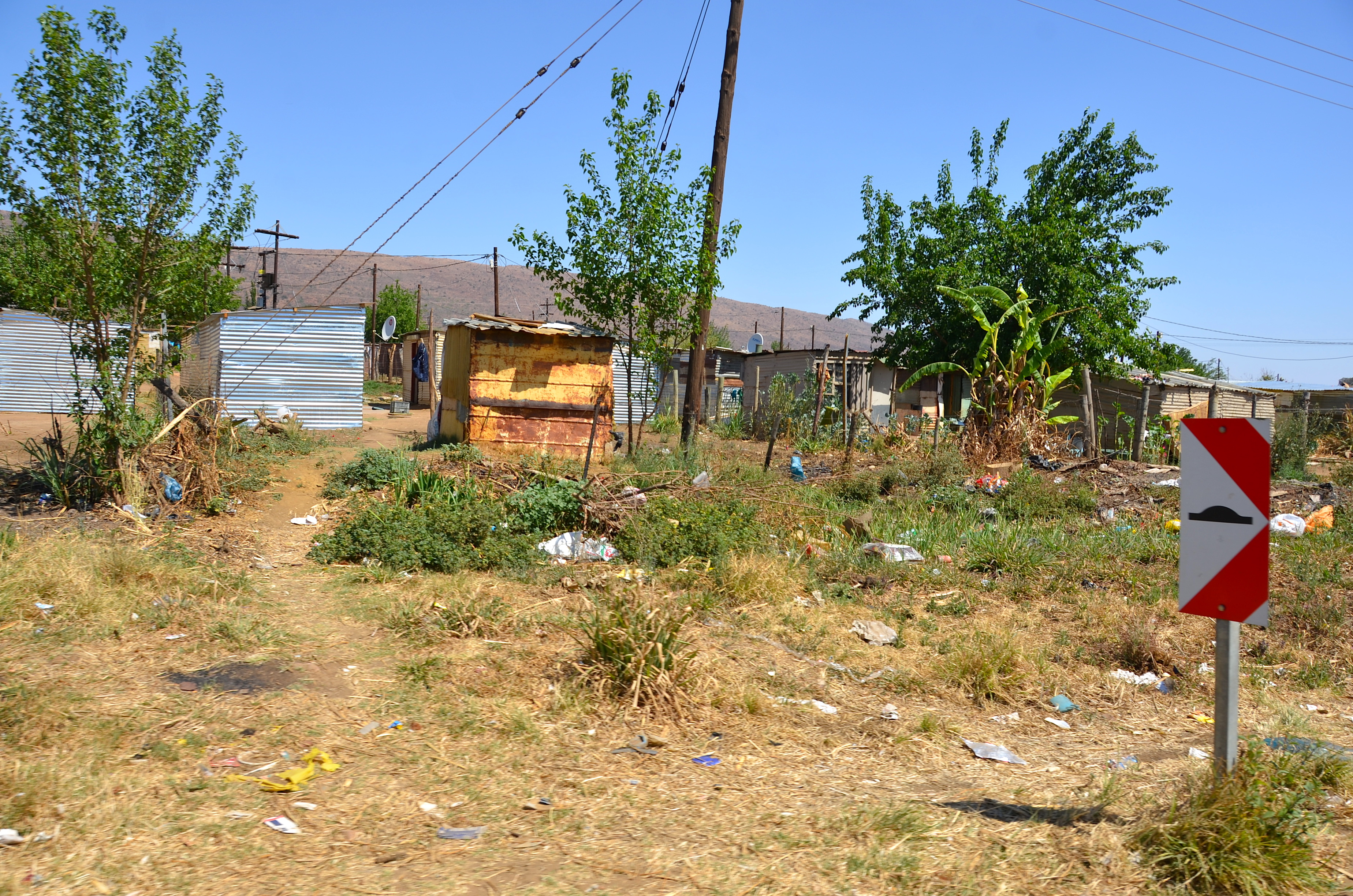
Zunehmende Probleme mit der Abfallentsorgung von illegalen Einwanderern in Südafrika

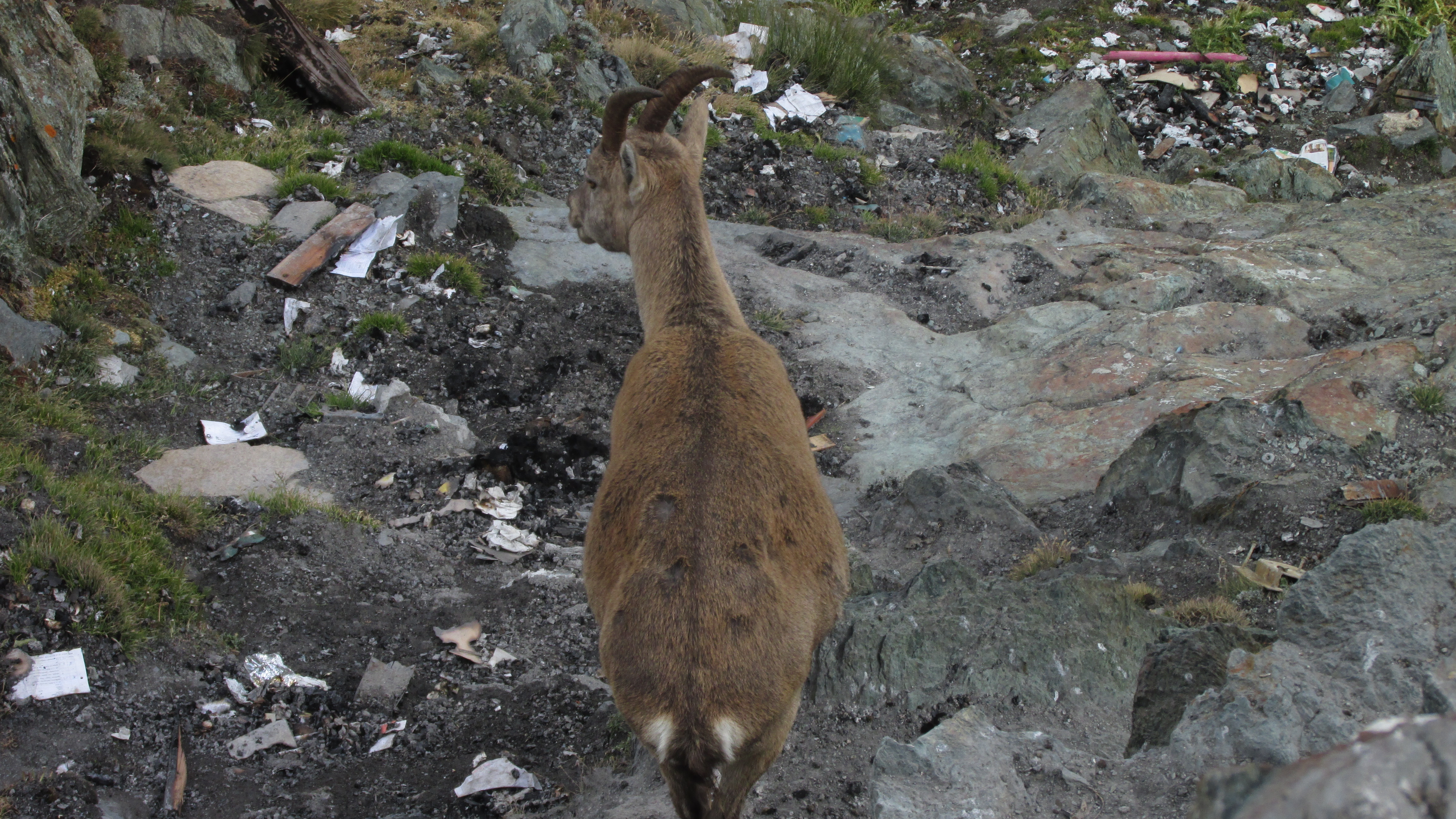
Müllablagerungen in 3000 m Höhe im Hang unmittelbar unterhalb der Britanniahütte

- die jährliche Steigung der anfallenden Müllmenge;
- die oftmalige Entsorgung in den Gewässern, über Flüsse tragen die Abfälle zur Verschmutzung der Ozeane bei (Plastikmüll in den Ozeanen);
- die Verseuchung der Umwelt bei falscher Entsorgung von Problemstoffen;
- Elektronikschrott ist weltweit auf dem Vormarsch;
- Weltraummüll wird zunehmend zur Gefahr für bemannte und unbemannte Raumfahrt und trifft regelmäßig die Erde.

Abfälle eines jeden Produktes fallen während aller Produktionsstufen (Herstellung, Vertrieb, Lagerung) an. Zu den wichtigsten Ursachen des Abfallaufkommens in den einzelnen Produktions- und Vertriebsbereichen zählen:
Industrie
- Abweichung von den geforderten Produkt- und Qualitätseigenschaften
- Überproduktion und Fehlplanung
- Fehler beim Herstellungsprozess (z. B. Fehlchargen, Etikettierungsfehler, Produktionsausfälle)

Handel
- falsche Lagerung, Schäden beim Transport
- Überbestände durch kaum kalkulierbares Einkaufsverhalten
- Beschädigung von verderblicher Ware (z. B. Obst und Backwaren)
- Ablauf von Mindesthaltbarkeits und Verbrauchsdatum (vor allem bei Lebensmitteln)

Großverbraucher
- Hygiene- und Sicherheitsvorschriften
- Kalkulation schwierig, wenn Nachfrage stark schwankt
- mangelhafte Lagerung

Private Haushalte
- Fehlplanung, Fehlkauf, fehlender Überblick über Vorräte
- falsche Aufbewahrung
- Ablauf des Mindesthaltbarkeitsdatum (vor allem bei Lebensmitteln)

## Theorie und gegenwärtige wissenschaftliche Diskussion
Spätestens seit wissenschaftlicher Diskussionen um die „soziale Codifizierung“ von Ungewolltem oder Ungebrauchtem als Müll Ende der 1970er-Jahre hat insbesondere vor dem Hintergrund globaler Krisen wie Biodiversitätsverlust, Rohstoffverbrauch und der Instabilität von Lieferketten eine disziplinenübergreifende Debatte um Dimension und Bedeutung des Abfalls eingesetzt. Diese mündete beispielsweise in die Entwicklung von Teildisziplinen wie der Industrieökologie und paradigmatischen Systemmodellen wie der Kreislaufwirtschaft.
Komplexitätsforscher des Santa Fe Institute fanden 2022 Skalierungsgesetze urbaner Räume, nach denen für die Instandhaltung eines Landkreises pro Milliarde Tonnen Siedlungsabfall, zwei Milliarden Tonnen Bauabfälle, 600 Millionen Tonnen Agrarabfälle, 300 Milliarden Tonnen Industrieabfälle, 100 Millionen Tonnen gefährliche Abfälle, 10 Millionen Tonnen Elektroschrott und 8 Millionen Tonnen medizinische Abfälle anfielen. Sie plädierten in Folge für einen holistischen Ansatz einer „vollständige[n] Theorie der Produktion und des Abfallaufkommens“.

## Rezeption
Die Ausstellung Territories of Waste – Über die Wiederkehr des Verdrängten des Museum Tinguely in Basel (CH) z. B. befasst sich von September 2022 bis Januar 2023 mit der „Vermüllung des Planeten“ (Erde).